# Lista de vulcões de Cabo Verde
Esta é uma lista de vulcões ativos e extintos em Cabo Verde.
| Nome        | Elevação | Elevação | Localização          | Última erupção |
| Nome        | metros   | pés      | Coordenadas          | Última erupção |
| Brava       | 900      | 2953     | 14° 51′ N, 24° 43′ O | Holoceno       |
| Fogo        | 2829     | 9281     | 14° 57′ N, 24° 21′ O | 2014           |
| São Vicente | 725      | 2379     | 16° 51′ N, 24° 58′ O | Holoceno       |